# 中幌糠川
中幌糠川（なかほろぬかがわ）は、北海道留萌振興局管内の留萌市北東部に源を発し、留萌市幌糠町の中心部で留萌川に合流する一級河川である。

## 地理
北海道留萌市北東部のポロシリ山付近が水源。水源から西に流れる。豊別川を合流し、洪水調整用の中幌ダムに至る。中幌ダムを過ぎると南に流れを変える。留萌市幌糠町中心部、旧幌糠駅（JR留萌本線）付近で留萌川と合流する。

## 流域の自治体
北海道
留萌市

## 主な支流
- 豊別川